# Andrej Sannikov (bandyspelare)
Andrej Sannikov, född 1973, är en rysk före detta bandyspelare (back).
Sannikov har blivít rysk mästare två gånger, första gången 1994 med SKA Jekaterinburg och andra gången 2001 med Jenisej.
Andrej Sannikov värvades säsongen 2003/2004 till Vetlanda BK.